# コニャック同盟戦争
コニャック同盟戦争（コニヤックどうめいせんそう、伊: Guerra della Lega di Cognac、英: War of the League of Cognac）は、1526年から1530年まで起きた、神聖ローマ皇帝カール5世とコニャック同盟（フランス王国、教皇クレメンス7世、ヴェネツィア共和国、ミラノ公国、フィレンツェ共和国、イングランド王国）の間の戦争である。イタリアをめぐる戦いの末、カール5世が勝利した。

## 背景
1526年1月、マドリード条約の締結で第三次イタリア戦争が終結した。フランスの惨敗に危機感を覚えた教皇クレメンス7世はヴェネツィア共和国とともに対神聖ローマ帝国の同盟を模索した。その2か月後、フランス王フランソワ1世は解放され、マドリードからフランスに戻り、すぐにクレメンス7世の同盟構想に賛意を示した。これにイタリア諸国も賛同して、コニャック同盟が成立した。同盟には教皇、フランス、ヴェネツィアの他にはミラノ公国のスフォルツァ家とフィレンツェ共和国が参加したが、イングランド王国は不参加だった。イングランド王ヘンリー8世が主導権を得られなかったことに不満だったからである。

## 経過

### 初期の戦い
開戦してすぐ、コニャック同盟はローディを占領した。しかし、皇帝軍がロンバルディアに侵入すると、スフォルツァ家をミラノから追い出した。これを好機と見たコロンナ家はローマを攻撃して、1526年3月に同市を占拠したが、賠償金が支払われると引き揚げた。

### ローマ略奪
ロンバルディア侵攻に続いて、カール5世はゲオルク・フォン・フルンツベルク率いるランツクネヒト軍とブルボン公シャルル3世率いるスペイン軍をピアチェンツァで合流させ、ローマへ進軍した。教皇軍の指揮官フランチェスコ・グイチャルディーニは皇帝軍を押し止めるができず、ブルボン公が戦死すると給料の支払いが悪かった配下の兵たちはローマを略奪した。教皇はなすすべもなく逃げた。

### ナポリ包囲戦
ローマ略奪での失態により、クレメンス7世は発言力を大きく落とした。教皇軍の脱落でフランスは恐慌になり、フランソワ1世はやむなくヘンリー8世との同盟交渉を再びはじめた。1527年4月30日、ヘンリー8世とフランソワ1世の間でウェストミンスター条約が署名された。ようやくイングランドを同盟に引き入れたフランスはロートレック伯爵とペドロ・ナヴァロをナポリへ派遣した。2人の率いるフランス軍は途中でジェノヴァを通るとアンドレア・ドーリアも仲間に引き入れた。フランス軍はナポリに到着すると市を包囲した。

### ジェノヴァの裏切り
しかし、ドーリアはすぐにフランスを裏切り、カール5世に雇われた。ナポリの包囲も疫病の流行でロートレックもナヴァロも病死したことで解体した。ジェノヴァはなおもフランス軍の拠点にとどまったが、それもアンドレア・ドーリアに包囲され、サヴォーナでの投降を余儀なくされた。ランドリアーノの戦いで救援に来たサン＝ポル伯フランソワ1世が大敗すると、フランソワ1世のイタリア支配の野望は潰えた。

### 平和交渉

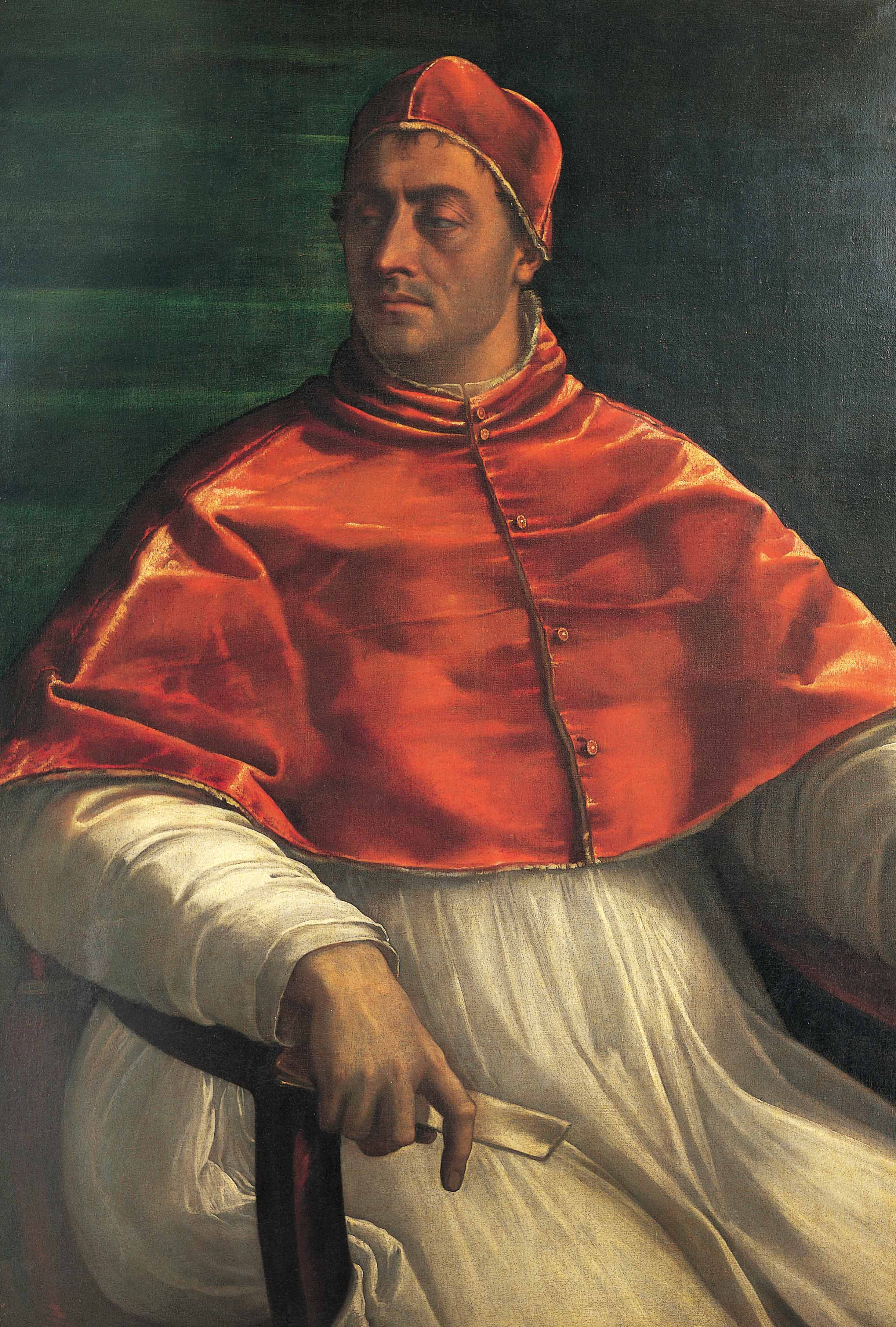
教皇クレメンス7世

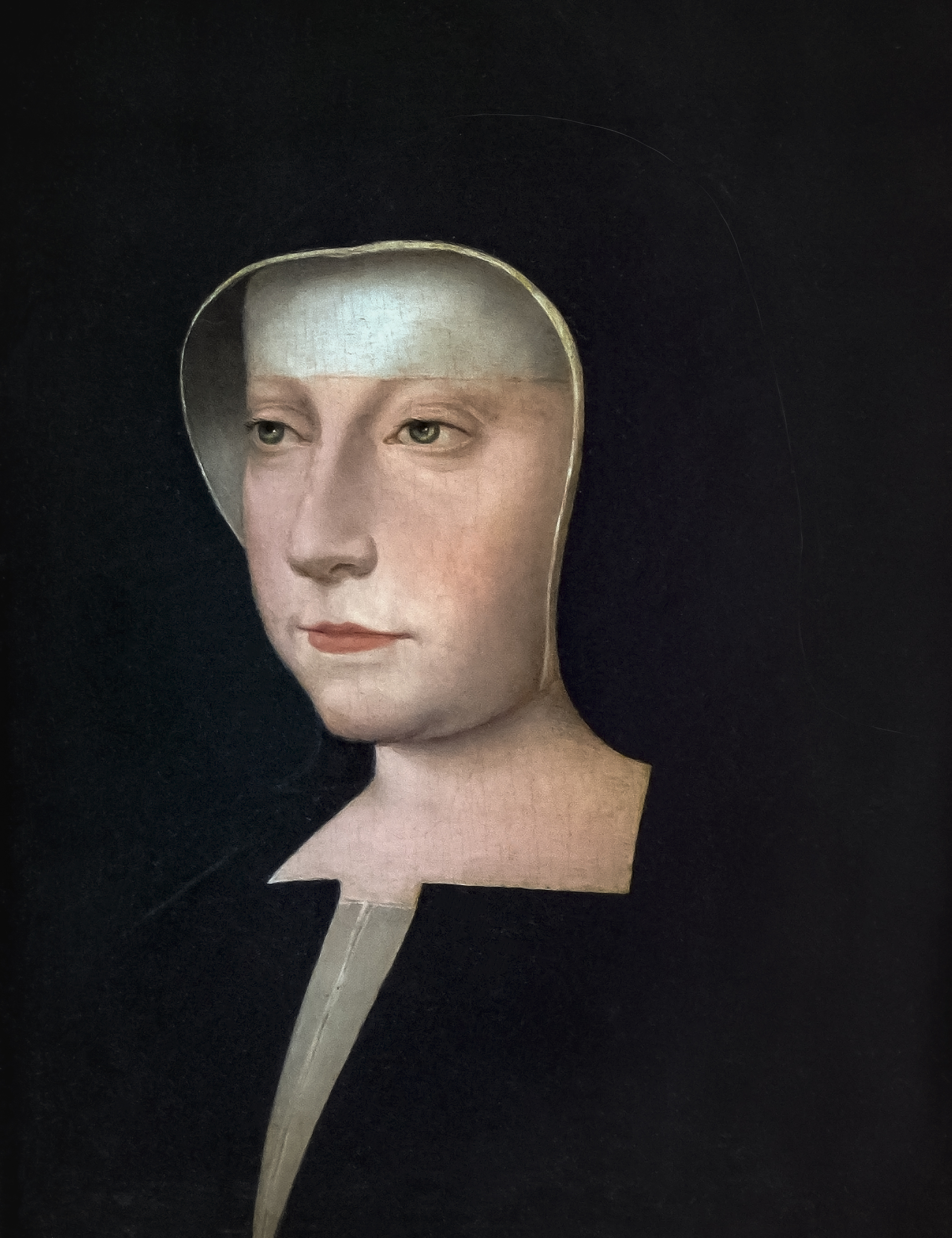
ルイーズ・ド・サヴォワ

フランス軍が倒されたことで、フランソワ1世は平和交渉をはじめた。正式な交渉は1529年7月、カンブレーではじまった。しかし、その主役は2人の王ではなく、その女性親族であるネーデルラント総督マルグリット大公女（カール5世の叔母）と、フランス王フランソワ1世の母ルイーズ・ド・サヴォワだった。この2人が交渉に当たり、条約を締結させたことから、その平和条約は貴婦人の和約と呼ばれる。条約の内容は3年前のマドリード条約をほぼ踏襲する形となっていた。フランソワはフランドル、アルトワ、トゥルネーの宗主権を放棄した。カール5世の政府の監視下に置かれてマドリードで人質生活を送っていたフランソワ1世の2人の息子、フランソワとアンリは200万エキュの身代金と引き換えに解放された。 しかし、マドリード条約と違い、フランソワ1世にとって屈辱的であるブルゴーニュ公国放棄は取り消された。また、ブルボン公の処遇に関する条項も本人が戦死したことで自然消滅した。このカンブレーの和約は8月5日に署名され、フランスが戦争から脱落した。
ジェノヴァにいたカール5世は次にボローニャで教皇と会談した。教皇はローマ略奪に参加した兵士を許し、カール5世の戴冠を認めた。その対価として教皇はラヴェンナとチェルヴィアを得た。これらはヴェネツィア共和国がカンブレー同盟戦争のマリニャーノの戦いの勝利で得た領地を保持するためにカール5世に献上した土地である。最後に、フランチェスコ・マリーア1世は90万スクーディを支払うことでミラノへ戻ることを許された。ヴェネツィアの反対でカール5世のアレッサンドロ・デ・メディチをミラノ公に就かせる計画がお流れになったためである。

### フィレンツェ陥落

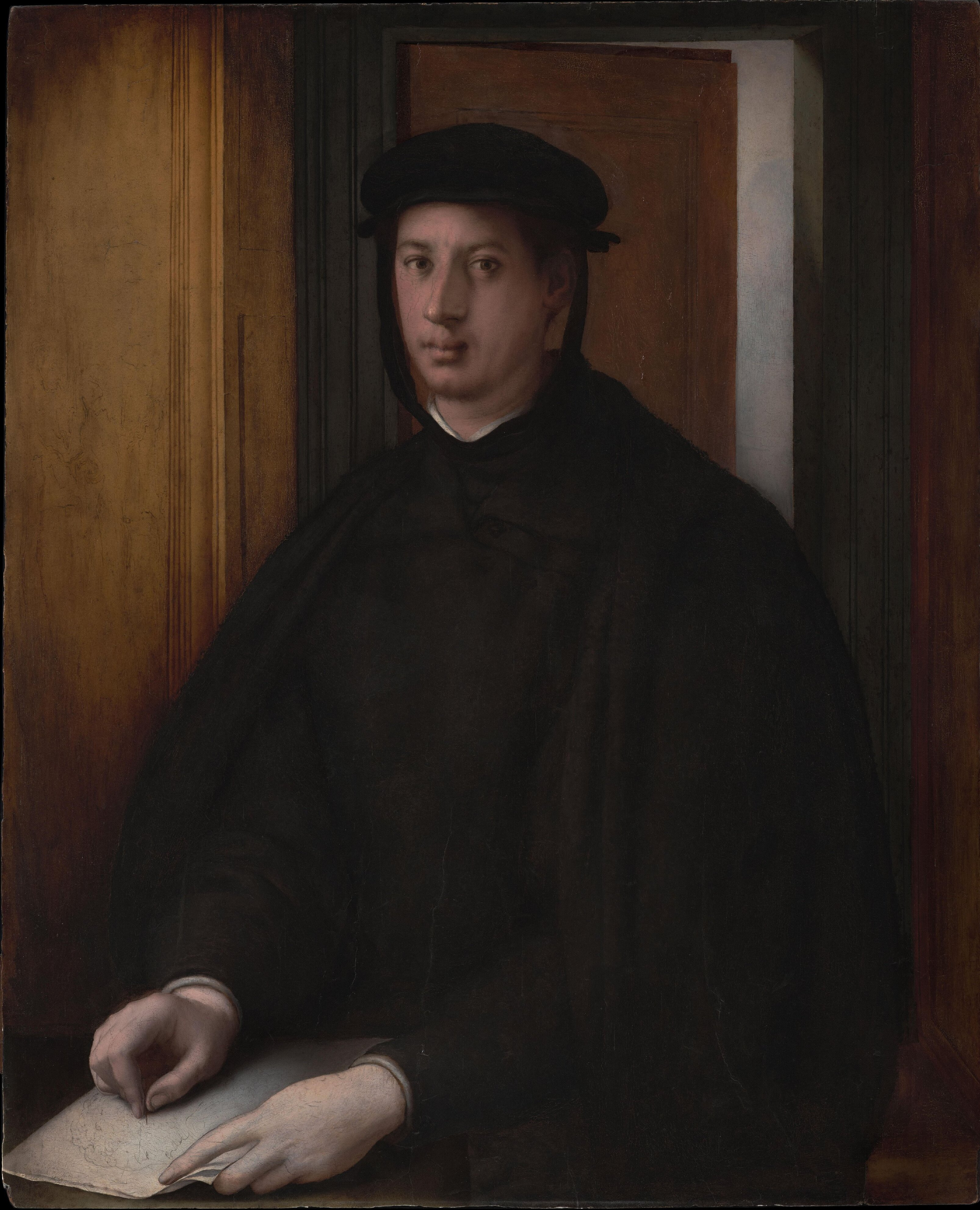
皇帝軍がフィレンツェを鎮圧したことで支配者となったアレッサンドロ・デ・メディチ。

フィレンツェ共和国だけはオラニエ公フィリベール・ド・シャロン率いる皇帝軍に抵抗し続けた。1530年、フランチェスコ・フェルッチョが指揮したフィレンツェ軍と皇帝軍がガヴィナーナの戦いで決戦し、オラニエ公を戦死させたが、戦い自体は皇帝軍が決定的な勝利をつかめ、その10日後に共和国が投降した。フィレンツェが鎮圧されたことで、アレッサンドロ・デ・メディチがフィレンツェ公となった。